# Antigua Pastelería del Pozo

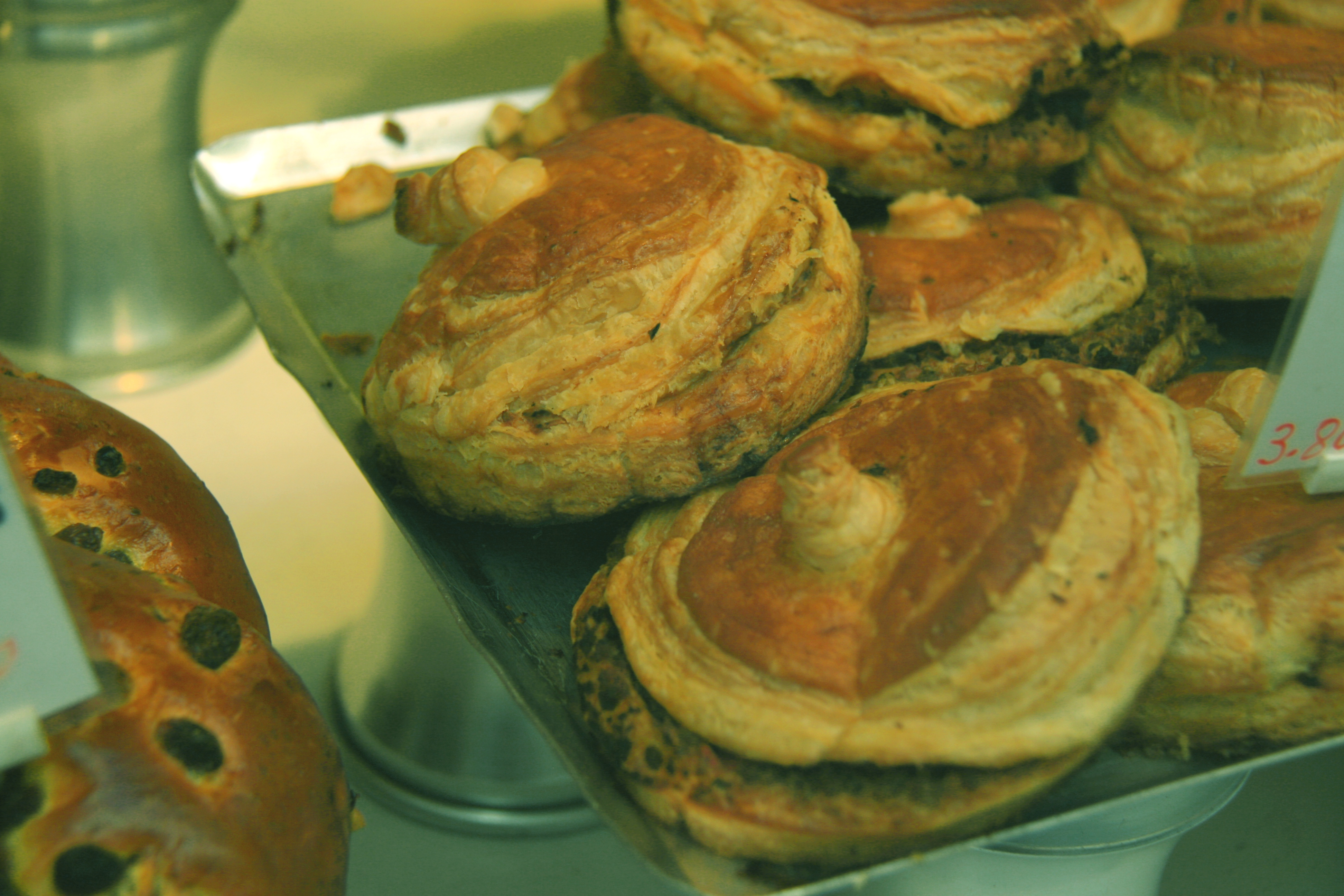
Hojaldres de carne típicos de la pastelería madrileña

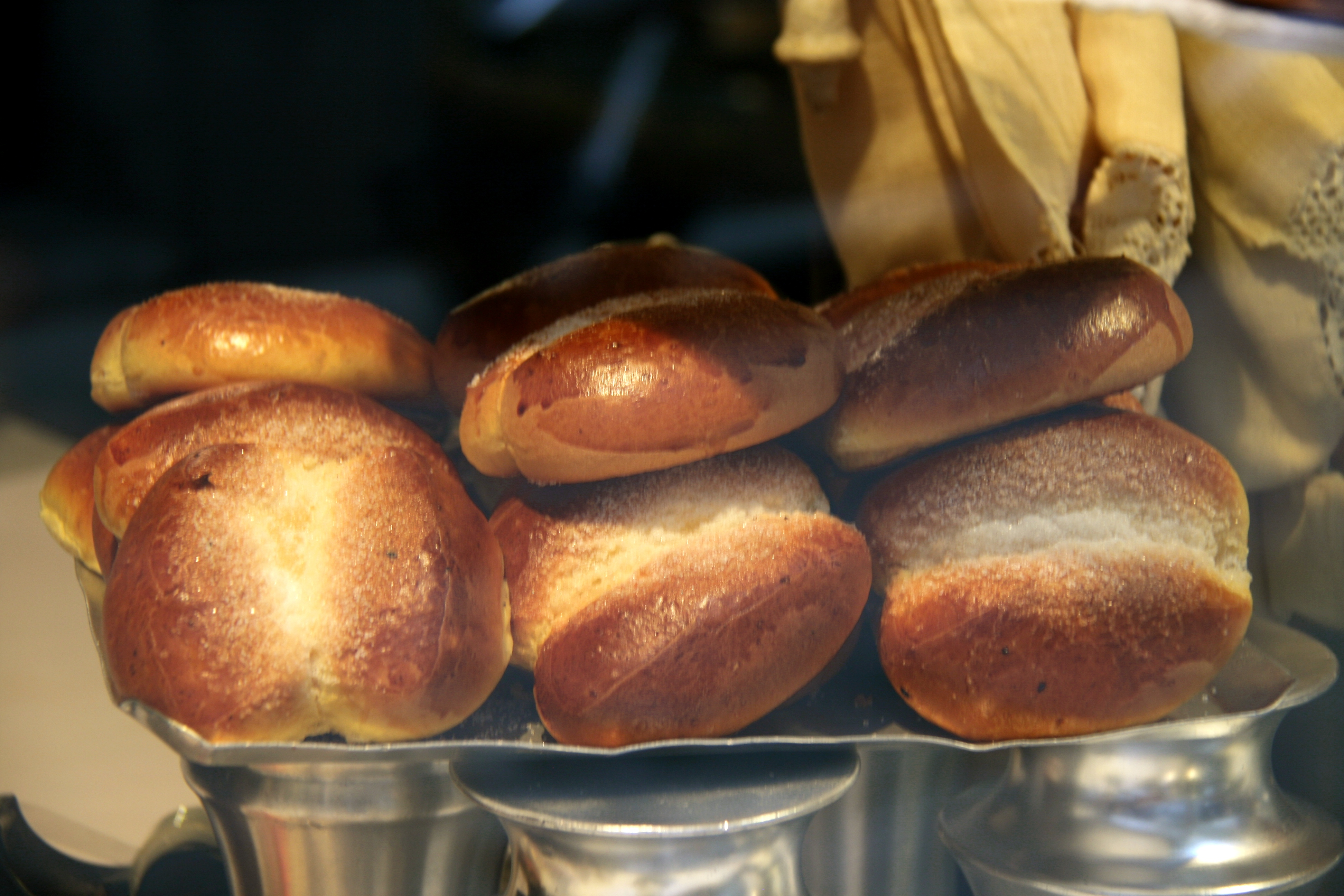
Bollos suizos

La Antigua Pastelería del Pozo (antiguamente, Horno del Pozo) es una pastelería centenaria de Madrid, fundada en el año 1830. En el siglo XX, fue comprada por el repostero Julián Leal Charle. Se encuentra muy cerca del centro de Madrid. Es famosa por elaborar un producto típicamente madrileño: los bartolillos (masas fritas en forma triangular elaboradas con harina de trigo), y los hojaldres de la capital. El nombre de esta pastelería se debe a la calle donde se encuentra ubicada, Calle del Pozo, y ésta, a un pozo con fama de milagrero que aquí se encontraba.

## Características
Es una pastelería ubicada en el centro de Madrid (cerca de la Puerta del Sol) y en la calle que hace de puerta trasera de Lhardy (la pastelería es más antigua). Se trata de una pastelería que funciona a comienzos del siglo XIX y que no solamente es famosa por su antigüedad, sino también por la elaboración de pastelería hojaldrada, como pueden ser las empanadas de bonito, las agujas de ternera y las bayonesas (hojaldre relleno de cabello de ángel), o por los bollos suizos. En Navidad, elaboran mazapán, roscón de Reyes (dos tamaños de roscones de Reyes durante todo el año, que son sin relleno) y turrones típicos de la repostería española en estas fechas.

## Curiosidades
- La leyenda de la calle del Pozo tiene su origen en la Guerra de sucesión española, cuando unos soldados robaron del antiguo Convento de Nuestra Señora de las Victorias, situado en la Puerta del Sol, entre otras muchas reliquias de valor, dos espinas de la corona de Cristo. Interesados solo por el oro y los objetos preciosos, los soldados tiraron las espinas a un pozo cercano ubicado en la casa de un hombre llamado Francisco de Varte. Con la llegada al poder de Felipe V, los vecinos de la zona empezaron a notar que el agua del pozo estaba dulce y buena, cuando antes era oscura y amarga. Algunos enfermos que bebieron de ella se curaron inexplicablemente. Adquirió con ello fama el agua, por lo que numerosas personas acudían al pozo a beberla con la esperanza de curarse de sus males. En una de esas ocasiones, una mujer encontró flotando en su balde las espinas de la corona de Cristo, que por fin aparecían. La leyenda cuenta que este lugar se llamó calle del Pozo en honor a este suceso.
- Unas escenas del segundo capítulo de la serie de televisión española titulada Juncal (dirigida por Jaime de Armiñán en 1989) se desarrollan en esta pastelería madrileña.
- Es más antigua que la pastelería El Riojano, fundada en 1855.